# 貴水らん
貴水 らん（たかみ らん）は、日本のAV女優。

## 出演作品

### アダルトビデオ
2002年
- Sexuai Healing（10月5日、アクティブワン）
- 姉の痴汁（12月12日、プールクラブ）
- こんな綺麗なお嬢様なのにこんな事までやっちゃうの!?信じらんない!! 完全版（12月18日、ケイ・エム・プロデュース）他出演:涼風なぎさ、日高つばさ[1]
- 猥褻美女絶頂オルガズム 卑猥なマゾ麗奴（12月19日、アートビデオ）
- 美隷マゾンナ RAN TAKAMI（12月20日、ワイルドサイド）[1]
- 麗しのキャンペーンガール パーフェクト2（12月21日、V&Rプランニング）他出演:夏樹友香、望月るあ、片岡彩音

2003年
- おいしい人妻たち（1月23日、SODクリエイト) 他出演:楠真由美、水野さくら、山本さき
- エクソダス ゴールド11（1月24日、ワイルドサイド）[1]
- 不倫旅行（1月29日、ビッグモーカル）他出演:秋野小百合
- 寿限無スカトロジー（2月15日、MOODYZ）[1]
- 喪服懺悔（2月28日、鱗太朗商店）
- マニアの宴 22 脳内浄化（3月15日、KUKI）
- 私立レズエム学園（4月4日、ワープエンタテインメント）共演:中根れい[1]
- 姉の痴汁（6月1日、プールクラブ・エンターテインメント）
- サラリーマンレイプ ～現役サラリーマンの願望～（6月5日、SODクリエイト）共演:松沢はな、星川いづみ、島本奈津子
- まんぐりっ娘アナル（6月20日、桃太郎映像出版）他出演:山本さき、堀内まい[1]
- 大空の匂い STD-03（6月22日、光夜蝶）
- マニアの宴 貴水らん篇（6月27日、KUKI）[1]
- アナルファッカーズ ～あなたに最高のアナルSEX教えてアゲル～（7月5日、SODクリエイト）他出演:森野あおば、飯塚マナ、矢田あき
- 魔淫のいけにえ ～暴虐のアナル館～（7月19日、SODクリエイト）共演:愛原千咲、矢口せり[1]
- 麗しのナースパーフェクト（7月21日、V&Rプロダクツ）共演:山本さき、りん。
- レズられた私 The Short Stories（8月16日、SODクリエイト）共演:長谷川美紅 他出演:加山由衣、田村麻衣、きくま聖、姿麗子
- 変奴SM ヘンドリミックス（8月16日、ナチュラルハイ）[1]
- 美女取調室（12月5日、桃太郎映像出版）他出演:目黒優子、彩名杏子、香坂ゆかり
- 蛇縛の拷問折檻（12月8日、アタッカーズ）共演:山本さき、堀内まい[1]
- 女匿名係長 貴水らん 片っ端から抜いてあげる（12月16日、アリウス）

2004年
- 麗しのキャンペーンガール 13（6月17日、V&Rプロダクツ）他出演:望月るあ
- ザ・夜這い（6月17日、V&Rプランニング）共演:ひなこ、七海りあ、立花さくら、神埼麗奈、セーラ 他

2005年
- 女教師PREMIUM 男を狂わす12人の魔性教師（7月22日、レイジングカンパニー）他出演:梶原まゆ、きくま聖、中山りお、白石雪、椎名美咲、真木あゆみ、藤本瞳、水谷るい、浅宮結菜、泉涼子、河上渚

2006年
- 猥褻美女絶頂オルガズム 卑猥なマゾ麗奴（2月24日、アートビデオ）他出演:飯倉まほ[1]
- 巨乳未亡人下宿 5 近親性奴隷（8月23日、ルビー）共演:秋吉あゆみ、内藤由美[1]